# Unio
Unio es un género de moluscos bivalvos de agua dulce, denominados popularmente como náyades.

## Especies
Existen numerosas especies descritas, aunque las últimas investigaciones indican que muchas de estas especies son en realidad sinónimos.
Algunas de las especies existentes son las siguientes:
- Unio cariei - extinto[2]
- Unio crassus Philipsson, 1788
- Unio delphinus
- Unio elongatulus C. Pfeiffer, 1825
- Unio gibbus Spengler, 1793
- Unio mancus Lamarck, 1819
- Unio pictorum (Linnaeus, 1758)
- Unio ravoisieri Deshayes, 1848
- Unio tumidiformis Castro, 1885
- Unio tumidus
- Unio turtoni
- Unio valentianus Rossmässler, 1854